# George H. Gay
George H. Gay, ml. (8. březen 1917 Waco, Texas, USA - 21. říjen 1994, Marietta, Georgie) byl pilot torpédového bombardéru Douglas TBD Devastator squadrony amerického námořnictva VT-8, operující v Pacifiku z letadlové lodi USS Hornet. Během bitvy u Midway se proslavil jako jediný člen squadrony VT-8 z Hornetu, který přežil útok na japonské letadlové lodě.

## Mládí
George H. Gay, Jr. se narodil ve městě Waco. Studoval v texaském Austinu a Houstonu než začal studovat na dnešní Texas A&M University.

## Armádní služba

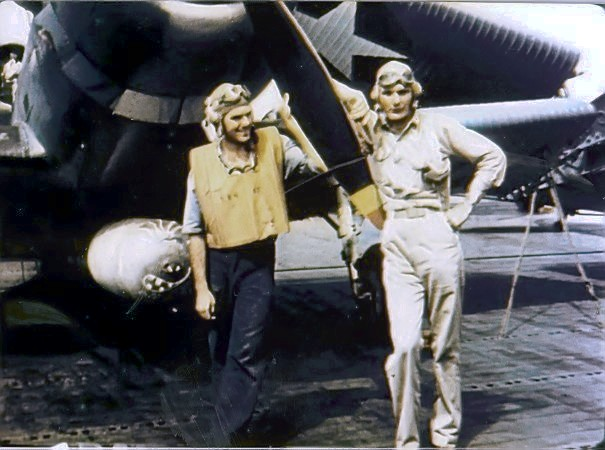
George H. Gay, Jr. (vpravo) se svým zadním střelcem Georgem Arthurem Fieldem pózují před bombardérem TBD Devastator na palubě letadlové lodě USS Hornet.

Po vypuknutí druhé světové války se přihlásil do armády. USAAC ho ze zdravotních důvodů nepřijalo a proto vstoupil do amerického námořnictva. Pilotní zkoušky dokončil v září 1941. Poté se na Hornetu připojil k nově vytvořené squadroně VT-8, které velel John C. Waldron. VT-8 byla na palubě lodi i během Doolittleova náletu na Tokio. Brzy nato již následovalo nasazení u Midway. VT-8 zde napadla japonské lodě bez doprovodu stíhacích letounů a japonská obrana tak všechny letouny sestřelila. Ze 30 členů osádek Devastatorů přežil George Gay jako jediný.
Během útoku na letadlovou loď Kaga byl jeho navigátor zabit a sám George Gay zraněn, přesto svůj útok dokončil (byť jeho torpédo cíl nezasáhlo). Po útoku byl jeho TBD-1 Devastator 8-T-14 BuNo 1518 sestřelen japonskými A6M2 Zero. Plavaje na mořské hladině pak mohl pozorovat další útoky amerických letounů, které potopily čtyři japonské letadlové lodě (sám George Gay viděl potopení tří z nich) a přinesla tak obrat ve válce v Pacifiku.
Po 30 hodinách strávených ve vodě ho 5. června zachránil létající člun PBY-5A Catalina (44-P-10) od VP-44 Golden Pelicans z Midwaye. George Gay byl poté přijat admirálem Nimitzem a mohl mu osobně potvrdit potopení tří letadlových lodí. Poté byl nasazen v bitvě o Guadalcanal, po které nadále působil ve výcviku.

## Vyznamenání
George Gay obdržel Navy Cross, Air Medal a dokonce byl jmenován v Presidential Unit Citation.

## Po válce
Po válce strávil 30 let jako pilot u aerolinek TWA. Napsal také autobiografickou knihu s názvem Sole Survivor.